# Munhwa Broadcasting Corporation
Munhwa Broadcasting Corporation albo MBC (kor. 문화방송주식회사, MOCT: Munhwa Bangsong Jushikhoesa) – południowokoreańska sieć radiowa i telewizyjna. Została założona 2 grudnia 1961 roku, kiedy to powstało radio, a 8 sierpnia 1969 roku stacja rozpoczęła transmisje telewizyjne.

## Lista kanałów

### Telewizja
Naziemna
- MBC TV

Kablowa i satelitarna
- MBC Plus
  - MBC Every 1
  - MBC Drama (także jako MBC Drama Net) – seriale i programy rozrywkowe
  - MBC Sports+ – sport
  - MBC Every 1 – programy rewiowe
  - MBC M – kanał muzyczny (zastąpił MBC Music)
  - MBC ON – kanał z serialami telewizyjnymi

### Radio
- HLKV-AM (900 kHz AM; 95,9 MHz FM)
- MBC FM4U (91,9 MHz FM)
- Channel M (CH 12A DAB)

## Programy MBC

### Programy informacyjne
- MBC Newsdesk
- MBC News Today
- MBC Evening News
- MBC Morning News
- MBC Midday News

### Sprawy bieżące i dokumentalne
- 100-Minute Debate (1999–)
- Unification Observatory (2001–)
- Real Story Eye (2014–)
- PD Notebook (1990–)
- Economic Magazine M (2005–)
- MBC Docu Special (1999–)
- MBC Docu Prime (2007–)

### Programy rozrywkowe
- Show! Music Core (2005–)
- Infinite Challenge (2005–2018)
- We Got Married (2008–)
- I Am a Singer (2011–)
- Home Alone (2013–)
- Dad, Where Are We Going? (2013–2015)
- Real Men (2013–)
- King of Mask Singer (2015–)